# Karel Starý starší
Karel Starý starší (11. března 1843 v Heřmanově Městci – 22. října 1929 v Olomouci) byl český architekt a stavitel, autor a spoluautor mnoha obytných i veřejných budov na Moravě, především v Olomouci.

## Život
Po celý život působil v Olomouci, kde navrhl značné množství staveb ve stylu historismu a secese. Jako architekt spolupracoval se stavebním podnikatelem Moritzem Fischerem. Jako stavitel spolupracoval s architekty Jakobem Gartnerem či Josefem Košem a je spoluautorem některých jejich realizací. Významně ovlivnil podobu Olomouce konce 19. století, je autorem většiny domů v tzv. Úřední čtvrti. Jeho syn Karel Starý mladší byl rovněž úspěšným architektem. Jeho dcera Ludmila Stará (provdaná Hofmanová-Hrubová-Nováková) byla malířkou.

## Dílo v Olomouci

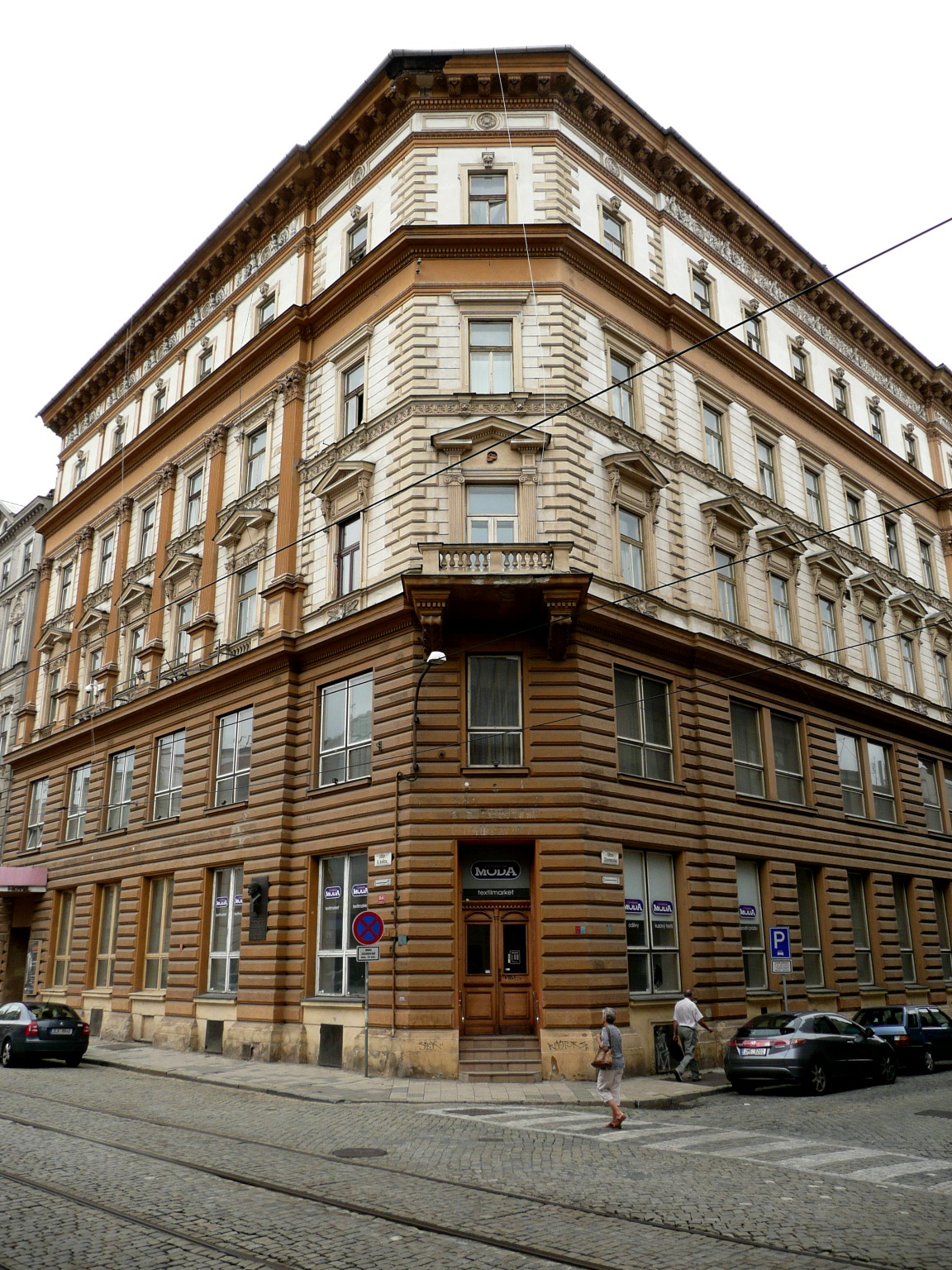
Národní dům v Olomouci, 1887–1888

Veškeré údaje čerpají ze soupisu díla podle Pavla Zatloukala.
- 1875: nájemní dům Anny Schmidtové, čp. 335, ul. Ostružnická 17;
- 1877: nájemní domy v Mariánské ulici, čp. 845, 846, 848, ul. Mariánská 4, 6, 10;
- 1878: nájemní dům Morize, Sigmunda a Ignaze Zweigových, čp. 486, ul. Pekařská 19;
- 1878–1879: nájemní dům Josefa a Franzisky Johnových, čp. 20, Dolní nám. 46;
- 1878–1879: nájemní dům Sigmunda a Berty Langerových, čp. 476, ul. Opletalova 8;
- 1879: nájemní dům Karla a Apollonie Rossivalových, čp. 88, Havelkova 2;

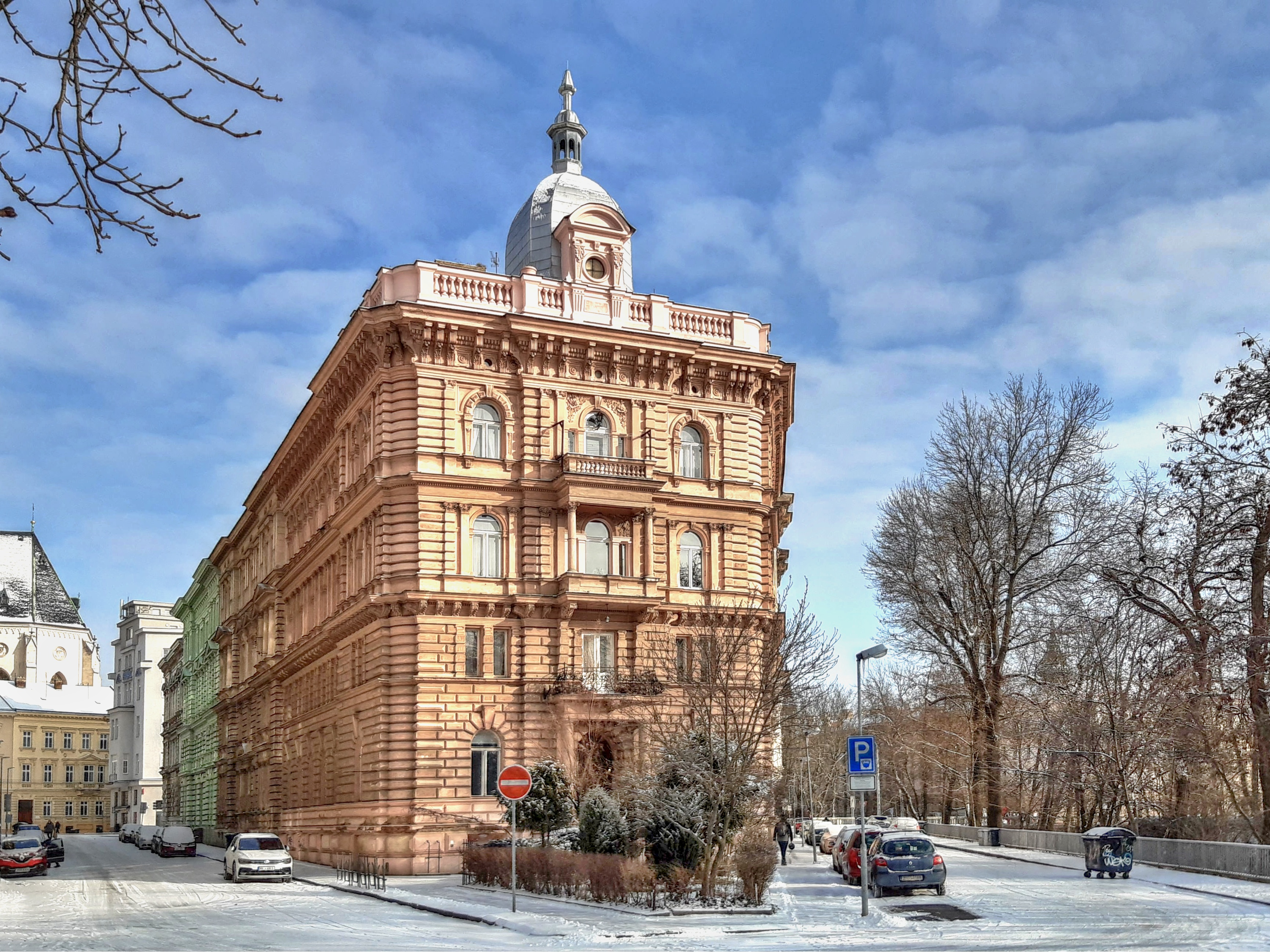
Molitorův dům v Olomouci, Kosinova 874/7, 1890

- Molitorův dům v Olomouci, Kosinova 874/7, 18901882: nájemní dům Ústřední rolnické záložny, čp. 14, Horní nám. 17;
- 1882–1890: Soubor nájemních domů pro Moritze Fischera v Dómské čtvrti: čp. 864, 865, 866, 867, 868, 869, 874, 875, 876, 879, 880, ul. Komenského 4, 6, 11, nábřeží Přemyslovců 8, 12, 14, tř. 1. máje 27, 29, Kosinova 3, 5, 7;
- 1882–1890: Pöttingeum – jako stavebník a spoluautor spolu s Jakobem Gartnerem;
- 1883–1898: Soubor vilových a nájemních domů v tzv. Úřední čtvrti, čp. 89, 90, 95, 101, 115, 116, 128, 133, 136, 137, 140, 158, 161, 164, 170, 171, 172, 173, 174, 175, 176, 180, 183, ul. Litovelská 1, 3, 5, 9, 11, 13, Krapkova 9, Svornosti 4, 5, 6, 7, 8, 9, 11, 17, Mozartova 10, 15, 17, 19, 21, 23, 25, Resslova 14;
- 1885: vlastní vila, první dům v tzv. Úřední čtvrti; čp. 77, ul. Litovelská 7;
- 1885: hostinec U Města Prahy (později kino Lípa), nároží tř. Svornosti a Litovelské;
- 1887–1888: Národní dům (ul. 8. května 21) – jako stavebník a autor návrhu;
- 1890: přestavba Petrášova paláce pro rodinu Ottahalových, čp. 410, Horní nám. 25;
- 1891–1899: přestavby domů v Sokolské ulici, čp. 527, 528, 533, 540, 569, ul. Sokolská 4, 6, 16, 28, 31;
- 1897: nájemní dům Heinricha Rupprechta, čp. 480, Pekařská 8;
- 1900: nájemní dům Antonína Spáčila, čp. 673, ul. Hanáckého pluku 7;
- 1900–1901: přístavba hotelu Národní dům, čp. 515, ul. 8. května 19;
- 1900–1901: další výstavba v tzv. Úřední čtvrti, čp. 200, 204, 206, 207, 213, 217, 220, ul. Mozartova 14, Resslova 1, 10, 12, 13, 18, Krapkova 18;
- 1901–1902: vlastní nájemní domy v tzv. Úřední čtvrti, čp. 225, 227, 232, 233, 234, 235, 237, 238, 239, ul. Resslova 5, 7, 9, 11; Mozartova 29, 31, 33, 35, 37;
- 1901–1902: nájemní domy pro Moritze Fischera – čp. 663, 678-683, ul. Vídeňská 3, Javoříčská 4, 6, 8, 10, 12, Nešverova 2;
- 1903: nájemní dům Franze Ottahala, čp. 412, ul. Švédská 6.